# Conilhac-Corbières
Conilhac-Corbières  est une commune française située dans le nord-est du département de l'Aude, en région Occitanie.
Sur le plan historique et culturel, la commune fait partie du massif des Corbières, un chaos calcaire formant la transition entre le Massif central et les Pyrénées. Exposée à un climat méditerranéen, elle est drainée par le ruisseau de la Jourre Vieille Haute, le Ruisseau Mayral et par divers autres petits cours d'eau. La commune possède un patrimoine naturel remarquable composé de deux zones naturelles d'intérêt écologique, faunistique et floristique.
Conilhac-Corbières est une commune rurale qui compte 947 habitants en 2022, après avoir connu une forte hausse de la population depuis 1975. Elle fait partie de l'aire d'attraction de Narbonne. Ses habitants sont appelés les Conilhacois.

## Géographie

### Localisation
Conilhac-Corbières est une commune des Corbières située dans l'AOC Corbières.

### Communes limitrophes
Les communes limitrophes sont  Escales, Ferrals-les-Corbières, Fontcouverte, Lézignan-Corbières et Montbrun-des-Corbières.
|                        | Escales               |                    |
| Montbrun-des-Corbières | Conilhac-Corbières    | Lézignan-Corbières |
| Fontcouverte           | Ferrals-les-Corbières |                    |

### Géologie et relief
Conilhac-Corbières se situe en zone de sismicité 2 (sismicité faible).

### Hydrographie
La commune est dans la région hydrographique « Côtiers méditerranéens », au sein du bassin hydrographique Rhône-Méditerranée-Corse. Elle est drainée par le ruisseau de la Jourre Vieille Haute, le ruisseau Mayral, le ruisseau d'Aigues Vives, le ruisseau de Fond Teulié, le ruisseau de la Combe des Loups, le ruisseau de la Jourre Ancienne, le ruisseau de Lausine, le ruisseau de l'Oste et le ruisseau de l'Oule, qui constituent un réseau hydrographique de 17 km de longueur totale,.
Le ruisseau de la Jourre Vieille Haute, d'une longueur totale de 21,8 km, prend sa source dans la commune de Moux et s'écoule du sud-ouest vers le nord-est. Il traverse la commune et se jette dans l'Aude à Canet, après avoir traversé 5 communes.
Le ruisseau Mayral, d'une longueur totale de 10,7 km, prend sa source dans la commune de  et s'écoule vers l'ouest puis se réoriente au nord. Il traverse la commune et se jette dans l'Aude à Roquecourbe-Minervois, après avoir traversé 5 communes.

### Climat
Pour des articles plus généraux, voir Climat de l'Occitanie et Climat de l'Aude.
En 2010, le climat de la commune est de type climat méditerranéen franc, selon une étude s'appuyant sur une série de données couvrant la période 1971-2000. En 2020, Météo-France publie une typologie des climats de la France métropolitaine dans laquelle la commune est exposée à un climat méditerranéen et est dans la région climatique Provence, Languedoc-Roussillon, caractérisée par une pluviométrie faible en été, un très bon ensoleillement (2 600 h/an), un été chaud (21,5 °C), un air très sec en été, sec en toutes saisons, des vents forts (fréquence de 40 à 50 % de vents > 5 m/s) et peu de brouillards.
Pour la période 1971-2000, la température annuelle moyenne est de 14,7 °C, avec une amplitude thermique annuelle de 15,9 °C. Le cumul annuel moyen de précipitations est de 640 mm, avec 7 jours de précipitations en janvier et 2,9 jours en juillet. Pour la période 1991-2020, la température moyenne annuelle observée sur la station météorologique la plus proche, située sur la commune de Lézignan-Corbières à 4 km à vol d'oiseau, est de 15,2 °C et le cumul annuel moyen de précipitations est de 678,7 mm,. Pour l'avenir, les paramètres climatiques de la commune estimés pour 2050 selon différents scénarios d'émission de gaz à effet de serre sont consultables sur un site dédié publié par Météo-France en novembre 2022.

### Milieux naturels et biodiversité

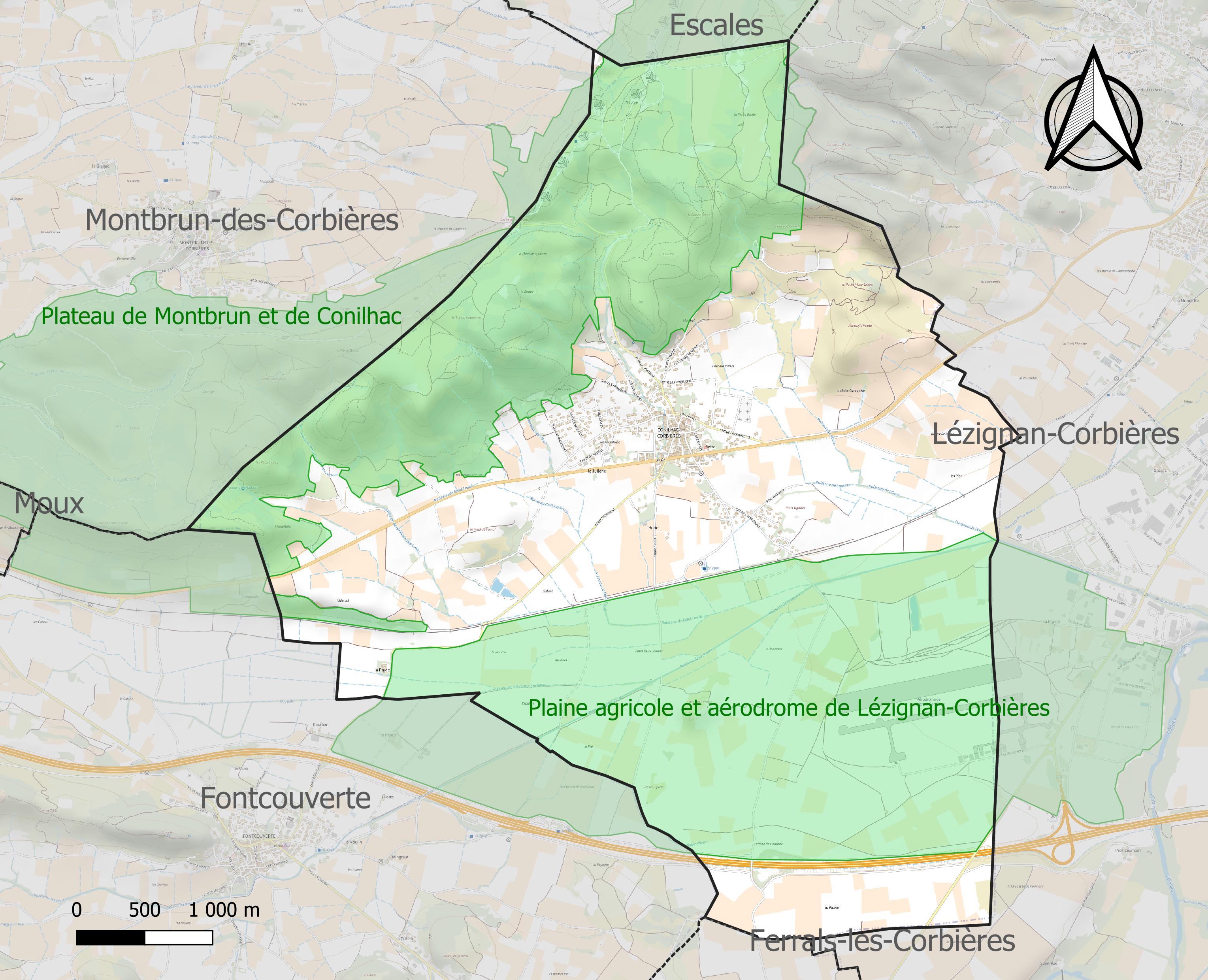
Carte des ZNIEFF de type 1 localisées sur la commune.

L’inventaire des zones naturelles d'intérêt écologique, faunistique et floristique (ZNIEFF) a pour objectif de réaliser une couverture des zones les plus intéressantes sur le plan écologique, essentiellement dans la perspective d’améliorer la connaissance du patrimoine naturel national et de fournir aux différents décideurs un outil d’aide à la prise en compte de l’environnement dans l’aménagement du territoire. Deux ZNIEFF de type 1 sont recensées sur la commune : la « plaine agricole et aérodrome de Lézignan-Corbières » (541 ha), couvrant 3 communes du département, et 
le « plateau de Montbrun et de Conilhac » (719 ha), couvrant 6 communes du département.

## Urbanisme

### Typologie
Au 1er janvier 2024, Conilhac-Corbières est catégorisée commune rurale à habitat dispersé, selon la nouvelle grille communale de densité à 7 niveaux définie par l'Insee en 2022.
Elle est située hors unité urbaine. Par ailleurs la commune fait partie de l'aire d'attraction de Narbonne, dont elle est une commune de la couronne,. Cette aire, qui regroupe 71 communes, est catégorisée dans les aires de 50 000 à moins de 200 000 habitants,.

### Occupation des sols
L'occupation des sols de la commune, telle qu'elle ressort de la base de données européenne d’occupation biophysique des sols Corine Land Cover (CLC), est marquée par l'importance des territoires agricoles (63,3 % en 2018), en diminution par rapport à 1990 (65,7 %). La répartition détaillée en 2018 est la suivante : cultures permanentes (54,4 %), milieux à végétation arbustive et/ou herbacée (24,3 %), zones agricoles hétérogènes (9 %), zones industrielles ou commerciales et réseaux de communication (5,7 %), zones urbanisées (4,4 %), forêts (2,4 %). L'évolution de l’occupation des sols de la commune et de ses infrastructures peut être observée sur les différentes représentations cartographiques du territoire : la carte de Cassini (XVIIIe siècle), la carte d'état-major (1820-1866) et les cartes ou photos aériennes de l'IGN pour la période actuelle (1950 à aujourd'hui).

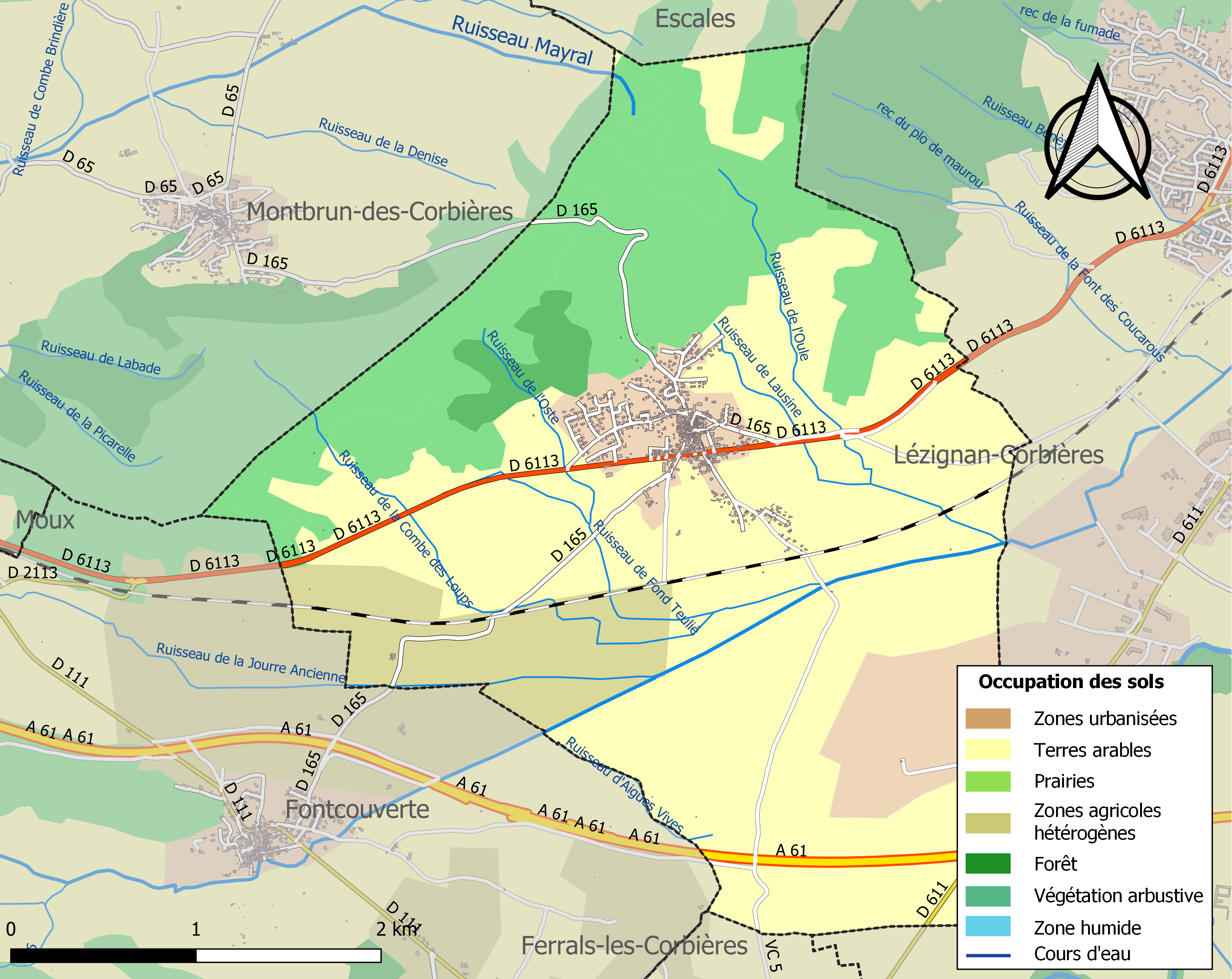
Carte des infrastructures et de l'occupation des sols de la commune en 2018 (CLC).

### Risques majeurs
Le territoire de la commune de Conilhac-Corbières est vulnérable à différents aléas naturels : météorologiques (tempête, orage, neige, grand froid, canicule ou sécheresse), feux de forêts et séisme (sismicité faible). Il est également exposé à un risque technologique,  le transport de matières dangereuses. Un site publié par le BRGM permet d'évaluer simplement et rapidement les risques d'un bien localisé soit par son adresse soit par le numéro de sa parcelle.

#### Risques naturels

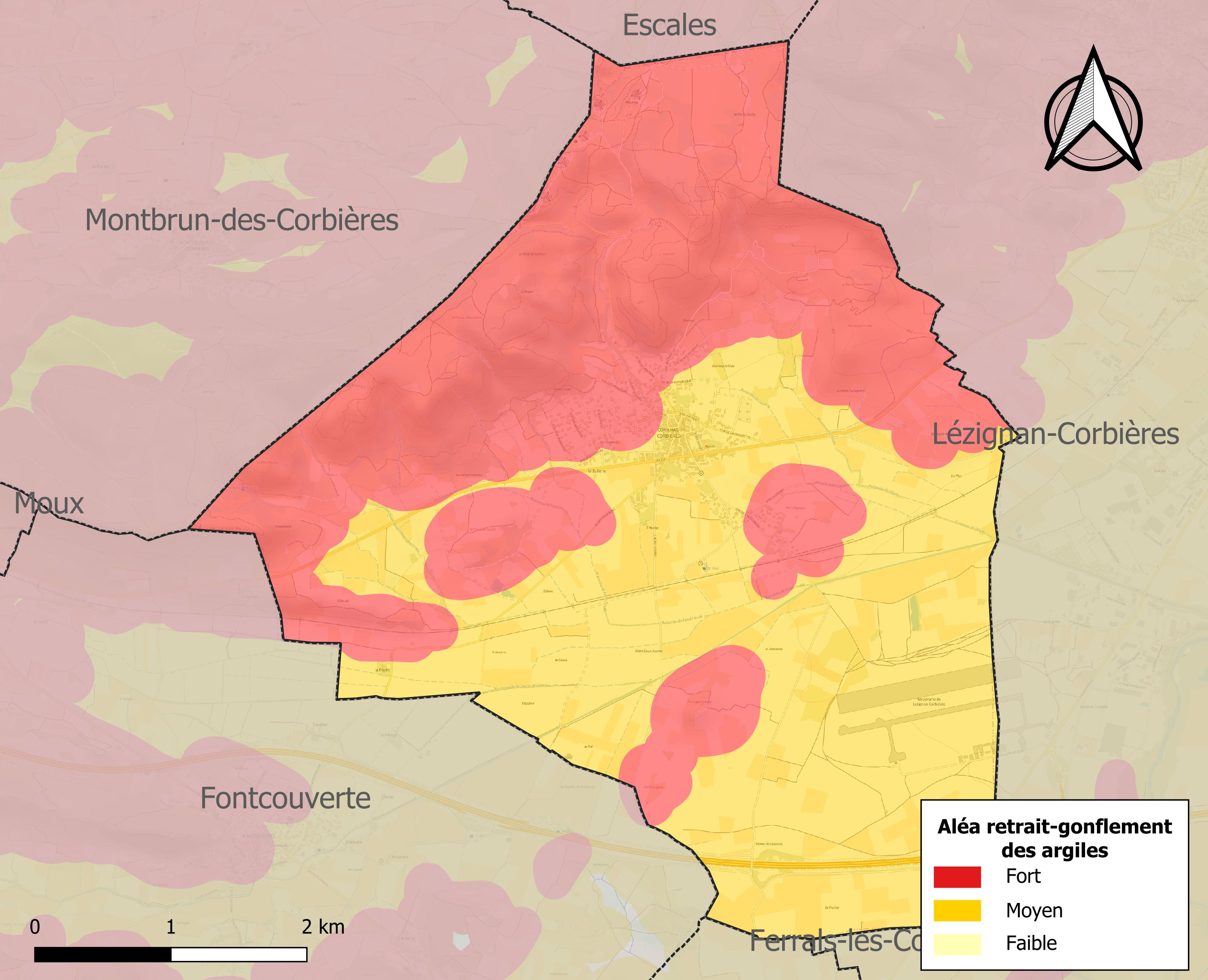
Carte des zones d'aléa retrait-gonflement des sols argileux de Conilhac-Corbières.

Le retrait-gonflement des sols argileux est susceptible d'engendrer des dommages importants aux bâtiments en cas d’alternance de périodes de sécheresse et de pluie. La totalité de la commune est en aléa moyen ou fort (75,2 % au niveau départemental et 48,5 % au niveau national). Sur les 454 bâtiments dénombrés sur la commune en 2019, 454 sont en aléa moyen ou fort, soit 100 %, à comparer aux 94 % au niveau départemental et 54 % au niveau national. Une cartographie de l'exposition du territoire national au retrait gonflement des sols argileux est disponible sur le site du BRGM,.

#### Risques technologiques
Le risque de transport de matières dangereuses sur la commune est lié à sa traversée par une route à fort trafic et une ligne de chemin de fer. Un accident se produisant sur de telles infrastructures est en effet susceptible d’avoir des effets graves au bâti ou aux personnes jusqu’à 350 m, selon la nature du matériau transporté. Des dispositions d’urbanisme peuvent être préconisées en conséquence.

## Histoire
Le nom de cette commune provient d'un ancien habitat gaulois appartenant à "Conn", prénom celtique signifiant "chef", romanisé en Connius.  Le suffixe "ac" également d'origine celtique (iacos), signifie "(domaine) appartenant à" (cf. LAMBERT (Pierre-Yves),  La Langue gauloise… éd. Errance 1994). Conihlac-Corbières est donc le "domaine de Conn", comme Conihlac de la Montagne mais aussi tous les lieux appelés Gognac). Le prénom Conn fut porté notamment par un célèbre roi irlandais "Conn aux cent batailles". Fréquent en Irlande, il est encore usuel comme patronyme en Languedoc, le plus souvent sous la forme "Connes".

## Politique et administration

### Découpage territorial
La commune de Conilhac-Corbières est membre de la communauté de communes de la Région Lézignanaise, Corbières et Minervois, un établissement public de coopération intercommunale (EPCI) à fiscalité propre créé le 20 décembre 2012 dont le siège est à Lézignan-Corbières. Ce dernier est par ailleurs membre d'autres groupements intercommunaux.
Sur le plan administratif, elle est rattachée à l'arrondissement de Narbonne, au département de l'Aude, en tant que circonscription administrative de l'État, et à la région Occitanie.
Sur le plan électoral, elle dépend du canton du Lézignanais pour l'élection des conseillers départementaux, depuis le redécoupage cantonal de 2014 entré en vigueur en 2015, et de la première circonscription de l'Aude  pour les élections législatives, depuis le redécoupage électoral de 1986.

### Liste des maires
| Période                                  | Période  | Identité        | Étiquette | Qualité                                                           |
| ---------------------------------------- | -------- | --------------- | --------- | ----------------------------------------------------------------- |
| 1929                                     | 1935     | Etienne Minguet |           | (source Vilatges al pays de R.Poudou)                             |
| 5 mai 1935                               | 1941     | Pierre Pauc     |           | décédé le 8.3.1941                                                |
| mars 1941                                | 1945     | Jean Dantras    |           | précédemment adjoint                                              |
| mai 1945                                 | 1959     | Roudel          |           |                                                                   |
| mars 1959                                | 1983     | Joseph Brunel   | PS        | cheminot                                                          |
| mars 1983                                | En cours | Serge Brunel    | PS        | inspecteur général CNFPT, suppléant de la sénatrice Gisèle Jourda |
| Les données manquantes sont à compléter. |          |                 |           |                                                                   |

## Population et société

### Démographie
L'évolution du nombre d'habitants est connue à travers les recensements de la population effectués dans la commune depuis 1793. Pour les communes de moins de 10 000 habitants, une enquête de recensement portant sur toute la population est réalisée tous les cinq ans, les populations de référence des années intermédiaires étant quant à elles estimées par interpolation ou extrapolation. Pour la commune, le premier recensement exhaustif entrant dans le cadre du nouveau dispositif a été réalisé en 2005.

En 2022, la commune comptait 947 habitants, en évolution de +3,5 % par rapport à 2016 (Aude : +2,65 %, France hors Mayotte : +2,11 %).
| 1793 | 1800 | 1806 | 1821 | 1831 | 1836 | 1841 | 1846 | 1851 |
| ---- | ---- | ---- | ---- | ---- | ---- | ---- | ---- | ---- |
| 395  | 377  | 371  | 482  | 475  | 497  | 498  | 552  | 568  |

| 1856 | 1861 | 1866 | 1872 | 1876 | 1881 | 1886 | 1891 | 1896 |
| ---- | ---- | ---- | ---- | ---- | ---- | ---- | ---- | ---- |
| 576  | 571  | 640  | 640  | 741  | 816  | 793  | 734  | 687  |

| 1901 | 1906 | 1911 | 1921 | 1926 | 1931 | 1936 | 1946 | 1954 |
| ---- | ---- | ---- | ---- | ---- | ---- | ---- | ---- | ---- |
| 730  | 658  | 645  | 687  | 637  | 669  | 620  | 521  | 522  |

| 1962 | 1968 | 1975 | 1982 | 1990 | 1999 | 2005 | 2006 | 2010 |
| ---- | ---- | ---- | ---- | ---- | ---- | ---- | ---- | ---- |
| 503  | 547  | 532  | 528  | 582  | 601  | 704  | 754  | 887  |

| 2015 | 2020 | 2022 | - | - | - | - | - | - |
| ---- | ---- | ---- | - | - | - | - | - | - |
| 920  | 899  | 947  | - | - | - | - | - | - |

### Manifestations culturelles et festivités
Conilhac-Corbières est connu et reconnu dans le département de l'Aude et au-delà[réf. nécessaire] pour son festival de jazz en milieu rural (Jazz/Conilhac en terre d'Aude) qui attire chaque année de nombreux amateurs[réf. nécessaire] de jazz venant écouter des musiciens régionaux ainsi que des pointures nationales et internationales.[réf. nécessaire]. Existant depuis 1987, ce festival de jazz, initialement créé pour promouvoir les différents big-band de l'Aude a très rapidement[réf. nécessaire] pris une nouvelle dimension pour devenir un rendez-vous important du jazz en France[réf. nécessaire].

## Économie

### Revenus
En 2018  (données Insee publiées en septembre 2021), la commune compte 373 ménages fiscaux, regroupant 865 personnes. La médiane du revenu disponible par unité de consommation est de 20 160 € (19 240 € dans le département).

### Emploi
| Division       | 2008   | 2013   | 2018   |
| -------------- | ------ | ------ | ------ |
| Commune        | 8,6 %  | 12 %   | 9,1 %  |
| Département    | 10,2 % | 12,8 % | 12,6 % |
| France entière | 8,3 %  | 10 %   | 10 %   |

En 2018, la population âgée de 15 à 64 ans s'élève à 532 personnes, parmi lesquelles on compte 74,7 % d'actifs (65,6 % ayant un emploi et 9,1 % de chômeurs) et 25,3 % d'inactifs,. En  2018, le taux de chômage communal (au sens du recensement) des 15-64 ans est inférieur à celui de la France et du département, alors qu'en 2008 il était supérieur à celui de la France.
La commune fait partie de la couronne de l'aire d'attraction de Narbonne, du fait qu'au moins 15 % des actifs travaillent dans le pôle,. Elle compte 101 emplois en 2018, contre 89 en 2013 et 76 en 2008. Le nombre d'actifs ayant un emploi résidant dans la commune est de 351, soit un indicateur de concentration d'emploi de 28,7 % et un taux d'activité parmi les 15 ans ou plus de 53,8 %.
Sur ces 351 actifs de 15 ans ou plus ayant un emploi, 49 travaillent dans la commune, soit 14 % des habitants. Pour se rendre au travail, 89,9 % des habitants utilisent un véhicule personnel ou de fonction à quatre roues, 1,7 % les transports en commun, 5,7 % s'y rendent en deux-roues, à vélo ou à pied et 2,6 % n'ont pas besoin de transport (travail au domicile).

### Activités hors agriculture

#### Secteurs d'activités
59 établissements sont implantés  à Conilhac-Corbières au 31 décembre 2019. Le tableau ci-dessous en détaille le nombre par secteur d'activité et compare les ratios avec ceux du département,.
| Secteur d'activité                                                                                        | Commune | Commune | Département |
| Secteur d'activité                                                                                        | Nombre  | %       | %           |
| --- | ------- | ------- | ----------- |
| Ensemble                                                                                                  | 59      |         |             |
| Industrie manufacturière, industries extractives et autres                                                | 5       | 8,5 %   | (8,8 %)     |
| Construction                                                                                              | 13      | 22 %    | (14 %)      |
| Commerce de gros et de détail, transports, hébergement et restauration                                    | 24      | 40,7 %  | (32,3 %)    |
| Activités immobilières                                                                                    | 3       | 5,1 %   | (5,2 %)     |
| Activités spécialisées, scientifiques et techniques et activités de services administratifs et de soutien | 5       | 8,5 %   | (13,3 %)    |
| Administration publique, enseignement, santé humaine et action sociale                                    | 7       | 11,9 %  | (13,2 %)    |
| Autres activités de services                                                                              | 2       | 3,4 %   | (8,8 %)     |

Le secteur du commerce de gros et de détail, des transports, de l'hébergement et de la restauration est prépondérant sur la commune puisqu'il représente 40,7 % du nombre total d'établissements de la commune (24 sur les 59 entreprises implantées  à Conilhac-Corbières), contre 32,3 % au niveau départemental.

#### Entreprises
L'entreprise ayant son siège social sur le territoire communal qui génère le plus de chiffre d'affaires en 2020 est : 
- EURL Julien, activités des sièges sociaux (142 k€).

### Agriculture
La commune fait partie de la petite région agricole dénommée « Région viticole ». En 2010, l'orientation technico-économique de l'agriculture  sur la commune est la viticulture (appellation et autre).
|                                   | 1988 | 2000 | 2010 |
| --------------------------------- | ---- | ---- | ---- |
| Exploitations                     | 66   | 48   | 28   |
| Superficie agricole utilisée (ha) | 510  | 500  | 261  |

Le nombre d'exploitations agricoles en activité et ayant leur siège dans la commune est passé de 66 lors du recensement agricole de 1988 à 48 en 2000 puis à 28 en 2010, soit une baisse de 58 % en 22 ans. Le même mouvement est observé à l'échelle du département qui a perdu pendant cette période 52 % de ses exploitations. La surface agricole utilisée sur la commune a également diminué, passant de 510 ha en 1988 à 261 ha en 2010. Parallèlement la surface agricole utilisée moyenne par exploitation a augmenté, passant de 8 à 9 ha.

## Culture locale et patrimoine

### Lieux et monuments
- Église Notre-Dame-de-l'Assomption de Conilhac-Corbières.

### Personnalités liées à la commune
- Michel Maïque, 1948-2021, joueur de rugby à XIII et maire de Lézignan-Corbières y est inhumé.

### Héraldique
Blasonnement de la commune :
D'argent au pal fuselé d'argent et de gueules.
Un blason assez banal et simple tel que le présentent les communautés qui répondent à l'édit royal de 1696 et qui ne possèdent pas d'armoiries à cette époque.